# Teodosi I el Gran

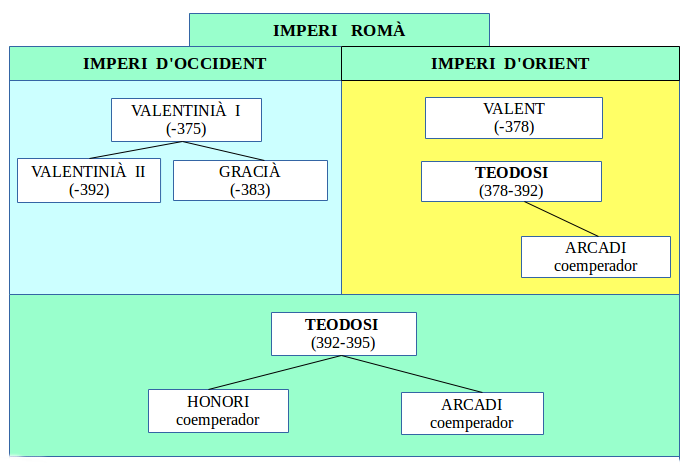
Aquest gràfic il·lustra com Teodosi el Gran va adquirir els territoris de tot l'Imperi Romà

Flavi Teodosi (llatí: Flavius Theodosius; 11 de gener del 347 - 17 de gener del 395), conegut com a Teodosi I el Gran, fou emperador romà entre el 379 i el 395 (fins al 392 només de la meitat oriental).
Fou elegit per l'emperador d'Occident Flavi Gracià. A la mort de Gracià i del seu germà Valentinià II, va passar a ser emperador de les dues parts de l'Imperi Romà (392 al 395), situació que només va durar tres anys, puix que a la seva mort l'imperi es va tornar a dividir entre els seus fills. Aquesta separació seria definitiva i les dues parts romandrien separades definitivament; va ser, per tant, el darrer emperador que governà a tot el món romà.
Respecte de la política religiosa, va prendre la decisió històrica de fer del cristianisme, en especial del catolicisme, la religió oficial de l'Imperi Romà mitjançant l'Edicte de Tessalònica el 380, i, per tant, suposà la fi de la religió romana tradicional i la seva persecució. És venerat com a sant per l'Església Ortodoxa, mentre que altres el veuen com un fanàtic religiós.

## Orígens i carrera

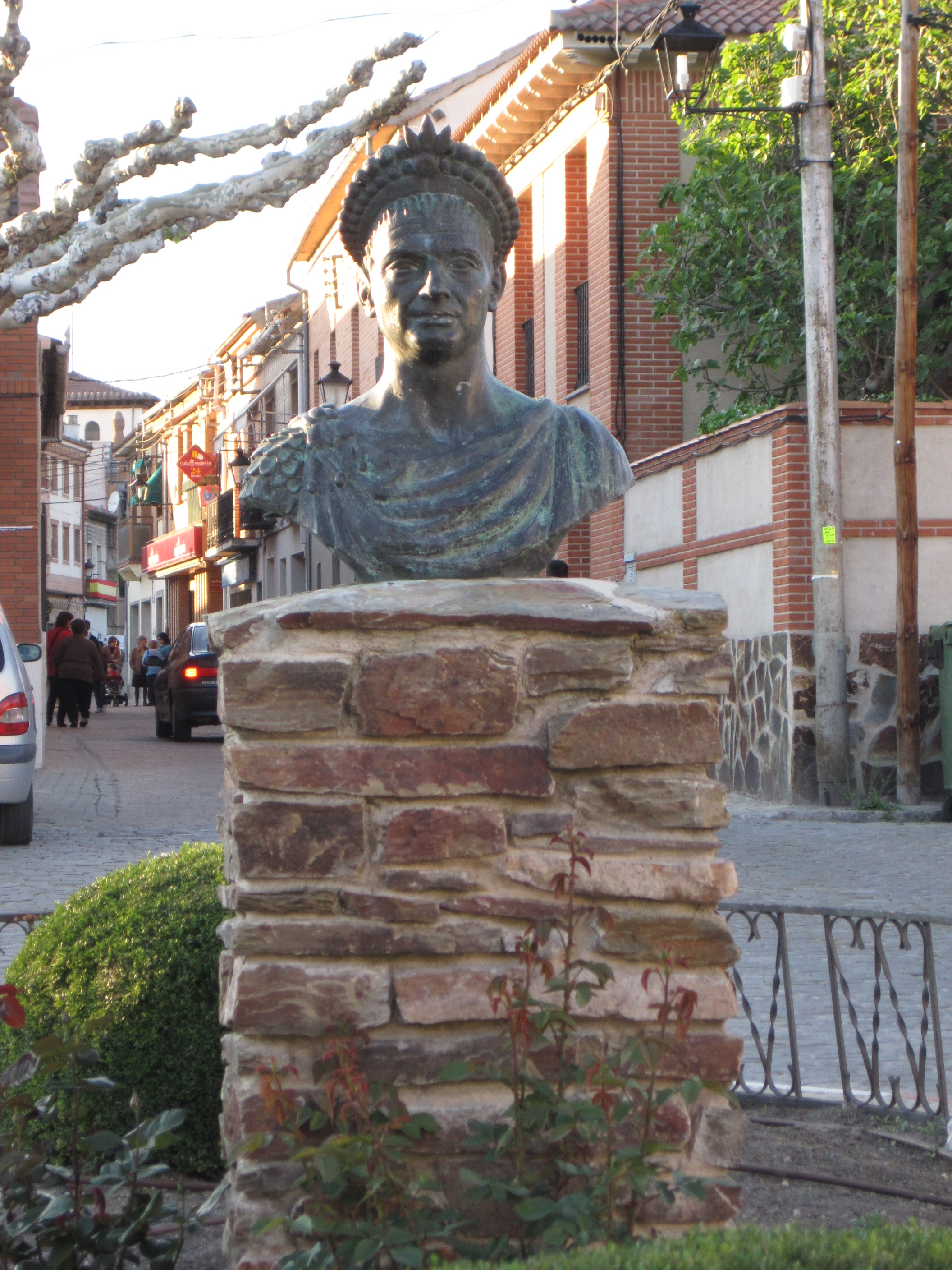
Bust de Teodosi al municipi de Coca (Espanya).

Teodosi va néixer a Cauca (Hispània), fill d'un oficial militar, Teodosi el Vell, conegut aleshores com el comes Theodosius. Va acompanyar el seu pare a Britànnia per ajudar a posar fi a la Gran Conspiració el 368. Era comandant militar (dux) de Mèsia, una província romana al Danubi inferior, el 374. Tanmateix, poc després, i pels volts d'aquella època, el seu pare fou executat per traïció a Cartago, i Teodosi tornà a Hispània. La raó de la seva retirada i la relació entre ell i la mort del seu pare és un afer que no és gens clar. És possible que fos destituït per l'emperador Valentinià I després de la pèrdua de dues de les legions de Teodosi contra els sàrmates a les acaballes del 374.
La mort de Valentinià I el 375 creà un pandemònium polític. Bo i tement més persecucions a causa de les seves relacions familiars, Teodosi romangué a les seves propietats hispanes, on s'adaptà a la vida d'un aristòcrata provincial.
Del 364 fins al 375 l'Imperi Romà estigué governat per dos coemperadors, els germans Valentinià I (a càrrec d'Occident) i Valent (a càrrec d'Orient); quan Valentinià morí el 375, els seus fills, Valentinià II i Flavi Gracià, van succeir-lo com a governants de l'Imperi Romà d'Occident. El 378, després que Valent morís en la batalla d'Adrianòpolis, Gracià, per substituir l'emperador caigut, nomenà Teodosi co-august d'Orient. Poc després, Gracià fou assassinat en una rebel·lió el 383, i Teodosi designà el seu fill gran, Arcadi, co-august d'Orient. Després de la mort el 392 de Valentinià II, a qui Teodosi havia donat suport contra una sèrie d'usurpadors (entre ells Magne Màxim), Teodosi governà com a emperador únic, nomenant coaugust d'Occident el seu fill petit Honori, i derrotà l'usurpador Eugeni el 6 de setembre del 394 en la batalla del Frígid (al riu Vipava, actualment a Eslovènia).

## Duxde Mèsia
El jove Teodosi fou nomenat dux (comandant militar) de Mèsia el 374, i en aquest temps el seu pare fou executat per traïció, de manera que Teodosi va retirar-se a Cauca, probablement destituït per Valentinià I, després de la pèrdua de dues legions enfront dels sàrmates el 374. En aquesta època es va casar amb Èlia Flacil·la.
El 376 els visigots, empesos pels huns que havien sotmès els ostrogots, van penetrar a l'imperi, i van demanar d'establir-s'hi com a federats. Van obtenir el permís de Valent, sobirà d'Orient, però el 377 va esclatar el conflicte i els visigots van vèncer en la batalla d'Adrianòpolis el 9 d'agost de 378, en la qual Valent va morir i el camí de Constantinoble va romandre obert als invasors. Flavi Gracià, l'emperador d'Occident, va heretar tot l'imperi i va cridar Teodosi a combatre els bàrbars, i en diversos combats parcials va aconseguir l'extermini d'una part dels visigots i la salvació de la capital. Mentre estava a Tessalònica va caure greument malalt i, pensant que podia morir, es va fer batejar, cerimònia que en aquell temps els cristians acostumaven a posposar, atès que això implicava portar una vida més pura i penedir-se dels pecats. Després de tot, es va salvar de la malaltia.

## Emperador d'Orient
Flavi Gracià va cedir l'Imperi Romà d'Orient al general Teodosi com a august el 19 de gener de 379 i es va reservar per a si mateix la prefectura de les Gàl·lies. Després de dos anys de combat, Teodosi va retornar a Constantinoble el 24 de novembre del 380 i al cap de dos dies va expulsar el patriarca Demòfil, que s'oposava a les directives del concili de Nicea. Va publicar l'edicte de Tessalònica proclamant la fe de Nicea com a oficial de l'Estat i va prohibir les altres religions i les dissidències cristianes. El fet que defensés l'ortòdoxia establerta a Nicea va suposar una bona notícia pels qui desitjaven purgar Constantinoble dels arians i apol·linaris dels càrrecs eclesiàstics. El grup d'exiliats nicens van tornar gradualment a la ciutat. El bisbe Basili, poc abans de morir, va recomanar Gregori de Nazianz, confiant en la seva capacitat per defensar el trinitarisme a Constantinoble. i Teodosi el va nomenar patriarca.
El 381 Atanaric, rei dels visigots, que era massa vell per continuar guerrejant, va anar a Constantinoble per negociar amb l'emperador, però va morir allí; Teodosi li va fer un funeral digne, en els fons els unien les mateixes creences religioses, i li va fer erigir un monument. El 3 d'octubre del 382 es va signar el tractat final amb els visigots pel qual es van establir com a aliats a Pannònia, Mèsia, Tràcia i Macedònia. Els visigots van acceptar pagar un tribut anual als romans i l'enviament de tropes auxiliars sempre que es requerís.

## Restabliment de Valentinià II a Occident
Aprofitant el descontentament creat per les decisions favorables als arrians de Valentinià II, successor de Flavi Gracià, Magne Màxim va envair Itàlia a instàncies de la seva mare, d'on va fer fugir a Valentinià II que es va refugiar a l'Imperi Romà d'Orient amb Teodosi. Màxim va establir la seva capital a Augusta Treverorum. Teodosi, que estava vidu, es va casar amb Gal·la, germana de Valentinià. Aquesta va incitar el seu marit a restaurar el sobirà deposat, que va envair Itàlia el 388 per restablir Valentinià, derrotant Màxim a la riba del Sava, que fou capturat i executat a Aquileia, i Valentinià II fou restablert.

## Excomunió i perdó. Prohibició del paganisme

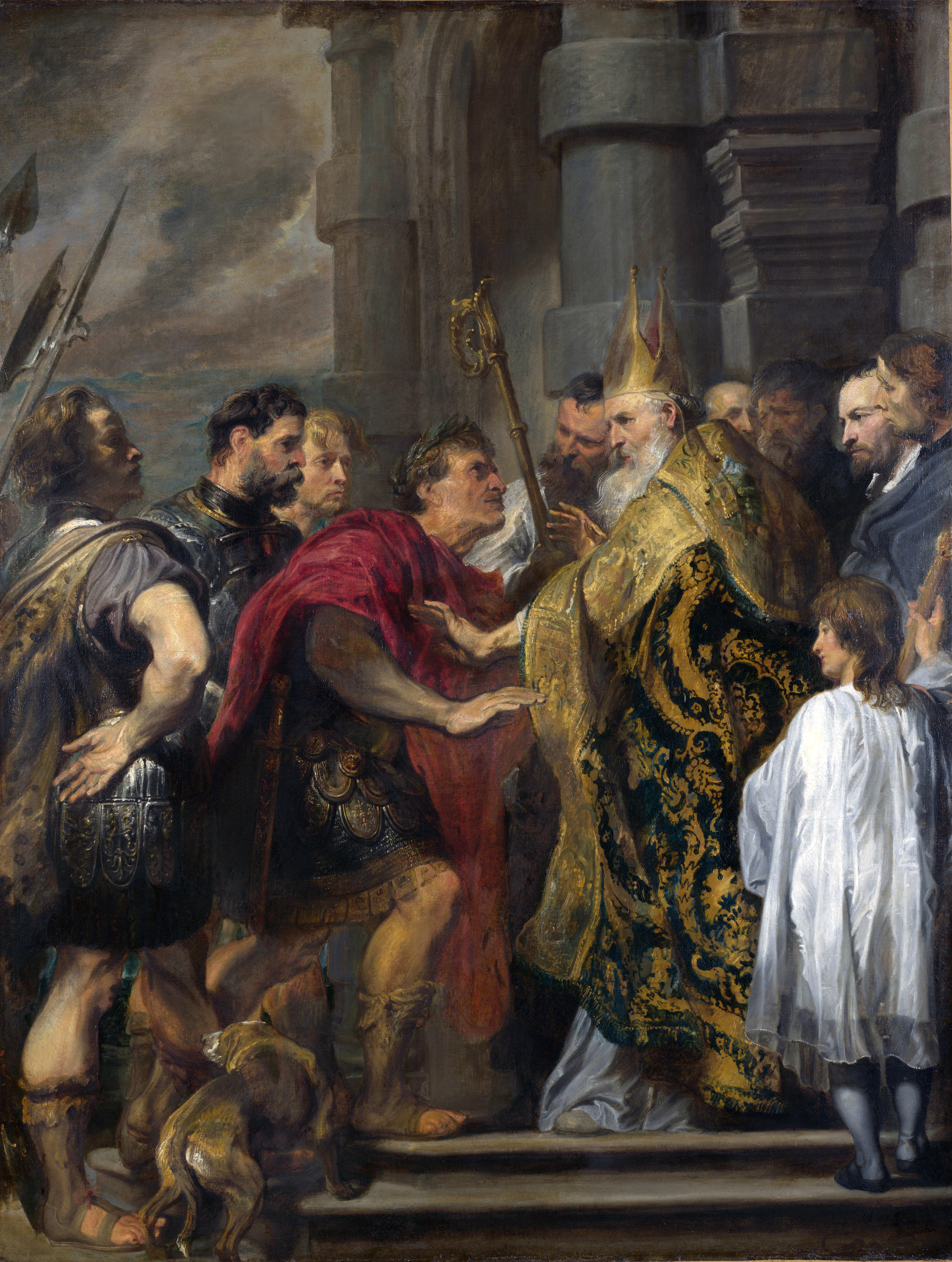
Sant Ambròs impedeix a Teodosi entrar a la Catedral de Milà (ca. 1619–1620), oli sobre tela d'Anthony van Dyck

El 390 Teodosi va fer reconstruir l'obelisc de Karnak, que Constantí el Gran havia traslladat a Alexandria, i un cop erigit a Constantinoble el va adornar d'escenes de l'imperi.
Aquell mateix any el governador militar de Tessalònica fou assassinat per la multitud perquè havia abusat del seu poder contra un pilot de carros de l'hipòdrom. Teodosi va ordenar una matança indiscriminada a la ciutat i per aquesta raó Ambròs, bisbe de Mediolanum, el va excomunicar; durant mesos Teodosi li va implorar el perdó i va fer penitència pública fins que el càstig li fou aixecat. Aquest fet va fer créixer el prestigi i poder del bisbe milanès.
El 391 un decret va abolir els subsidis que encara tenien algunes restes de paganisme i es va apagar el foc etern del temple de Vesta al Fòrum Romà, i les vestals foren dispersades; també es van prohibir els auspicis i la bruixeria. El 391 va prohibir els sacrificis amb sang i es tancaren els temples pagans que foren declarats abandonats i així van poder ser demolits pels bisbes catòlics sota la direcció de Teòfil d'Alexandria per construir-hi esglésies. Fou destruït, entre molts d'altres, el temple de Serapis d'Alexandria junt amb la seva biblioteca el 392, amb autorització de Teodosi (extirpium malum). Es va oposar a la restauració de l'altar de la victòria al senat romà i després del 393 va prohibir els jocs olímpics.

## Reunificació de l'imperi

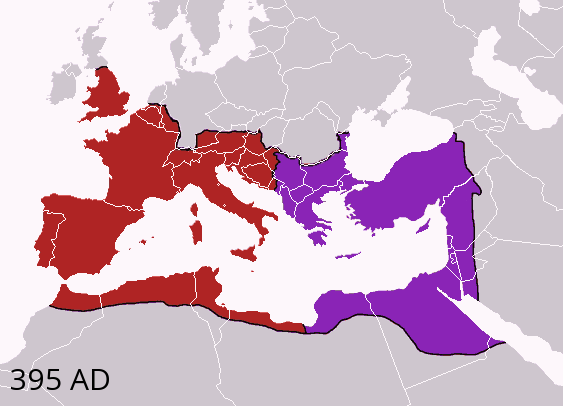
L'imperi de Teodosi

Valentinià II va morir el 392 en estranyes circumstàncies i el nou emperador, Eugeni, va restablir el paganisme a l'Imperi Romà d'Occident, i per això Teodosi va tornar a Itàlia el 394 sent derrotat inicialment en la batalla del Frigidus pel general Arbogast, però va capgirar la situació i va obtenir la victòria reunificant l'imperi. Immediatament va ordenar el tancament, destrucció o confiscació de tots els temples pagans, i la prohibició del seu culte (gentilitia supertitio). Els pagans van ser privats d'alguns drets civils. De llavors ençà, el paganisme va iniciar un descens numèric relativament ràpid.
Teodosi va reorganitzar l'exèrcit que va quedar compost d'un total de 135 legions i 108 cossos auxiliars que formaven un total de 140 unitats d'infanteria. Hi havia a més 88 regiments de cavalleria (en total 180.000 soldats d'infanteria i 44.000 de cavalleria). D'aquests efectius hi havia 22.000 cavallers a l'Occident, és a dir aproximadament la meitat, i la resta a l'Orient. Les altres tropes estaven repartides desigualment. A les ordres del mestre dels soldats de la prefectura de les Gàl·lies hi havia uns 40.000 homes. A part de les forces militars existien les forces de defensa de les fronteres compostes de 317 unitats d'infanteria i 258 de cavalleria, i deu flotilles fluvials, amb un total d'uns 250.000 homes per a la infanteria i 25.000 per a la cavalleria aproximadament. D'aquestes forces frontereres la major part es trobaven a Orient (154 unitats de cavalleria enfront de 96 a Occident).
Teodosi va morir a Mediolanum el 17 de gener de 395 i els seus fills li van succeir. Arcadi el va succeir a l'Imperi Romà d'Orient i Honori a l'Imperi Romà d'Occident sota la tutela del seu mestre dels soldats, el vàndal Estilicó.

## Matrimonis i descendència
Es va casar en primeres núpcies amb Èlia Flacil·la i van tenir dos fills i una filla: Arcadi, Honori i Pulquèria. Pulquèria i Èlia Flacil·la van morir el 385. Es va casar en segones noces amb Gal·la, filla de Valentinià I i germana de Valentinià II, amb qui va tenir una filla: Gal·la Placídia, que seria mare de Valentinià III.

## Veneració
Per la seva contribució a l'expansió del cristianisme i la prohibició dels cultes pagans, l'Església Ortodoxa el considera sant. La seva festivitat litúrgica és, en aquesta confessió cristiana, el 17 de gener.